# Descente (cyclisme)
Pour les articles homonymes, voir Descente.
 (novembre 2019).
Si vous disposez d'ouvrages ou d'articles de référence ou si vous connaissez des sites web de qualité traitant du thème abordé ici, merci de compléter l'article en donnant les références utiles à sa vérifiabilité et en les liant à la section « Notes et références ».

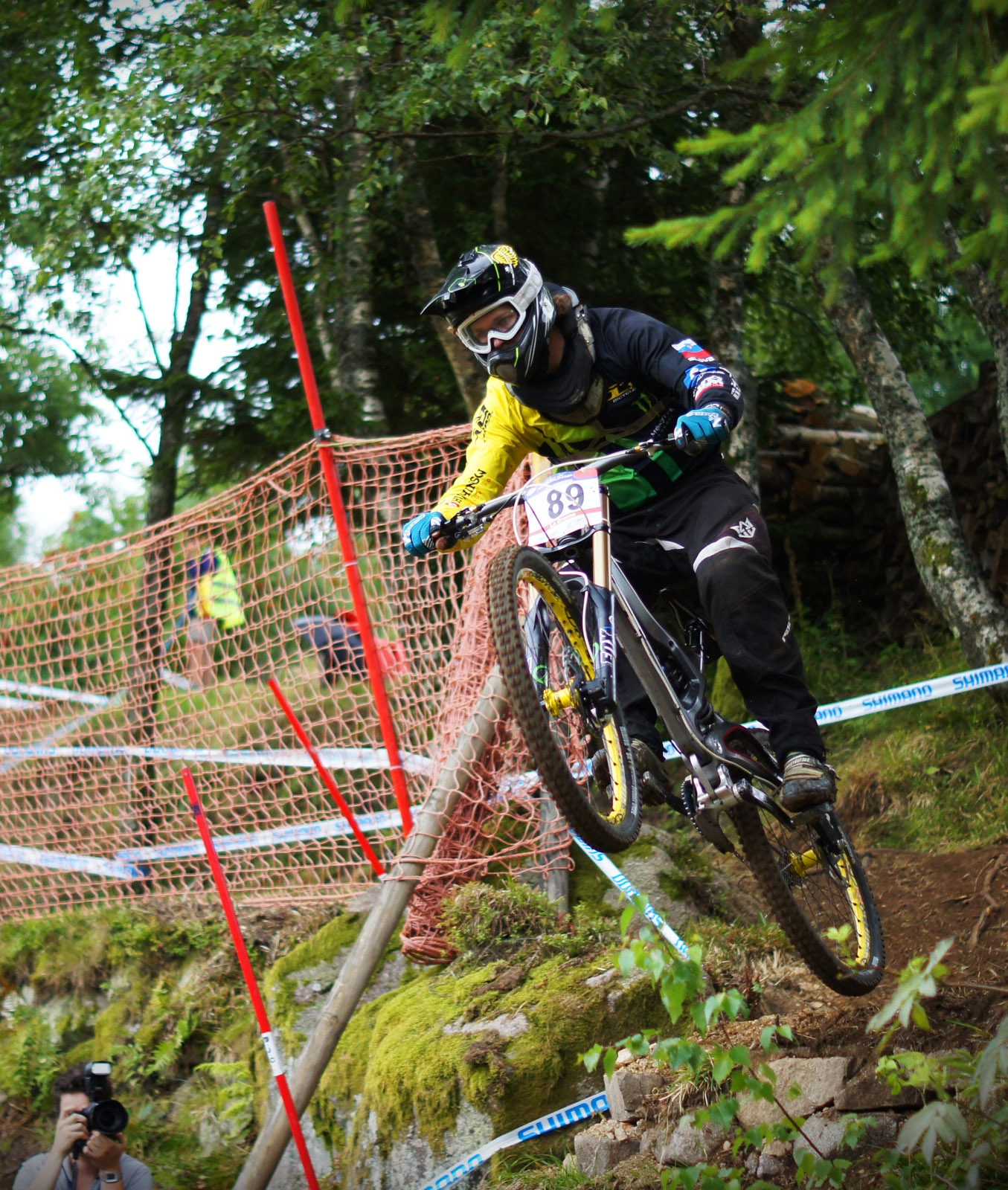
Une pilote de VTT de descente à la Coupe du Monde 2012 à La Bresse.

Le VTT de descente ou vélo de descente (appelé en anglais downhill mountain biking et abrégé DH) est une discipline sportive qui consiste à descendre, à l'aide d'un VTT, des pistes, spécialement conçues, en montagne avec un profil exclusivement descendant. Le pilote doit faire preuve d'engagement, de technicité et posséder un sens aiguisé du pilotage pour affronter les racines, dévers, bosses, sauts et autres obstacles naturels rencontrés lors d'une descente. En compétition il s’agira de descendre individuellement la piste en le minimum de temps,.

## Matériel
Le vélo de descente requiert un équipement et un vélo adapté à la discipline. Bien souvent fourni par les sponsors qui font des montages et réglages en fonction du pilote ce qui améliore leurs performances et donc leurs possibilités de victoire grâce à leurs montage. Le matériel requis est souvent cher ; fabriqués à faible échelle et répondant à des besoins de solidité et de fiabilité, les vélos de descente coûtent souvent plusieurs milliers d'euros : de 3 000 € neuf pour les vélos d'entrée de gamme jusqu'à environ 15 000 € pour les plus perfectionnés.
Équipement du pilote
L'équipement du pilote se compose essentiellement de protection. Leur rôle est essentiel pour se protéger en cas de chute ou de collisions imprévues (arbres, pierres, branches, etc.). Il est souvent recommandé de porter au minimum d'un casque intégral, d'un masque pour les yeux ou de lunettes, d'une protection dorsale, de genouillères, de coudières et de gants long,. Certaines stations de descente imposent sur leur pistes les plus faciles au minimum un casque et des gants, et pour les pistes les plus dangereuses au minimum un casque intégral, des gants et une dorsale. Comme autre protection on peut retrouver : gilet de protection, protection cervicales, jambière et sous-short de protection. À cela peut s'ajouter des chaussures et des habits adaptés à la pratique.

### Le vélo

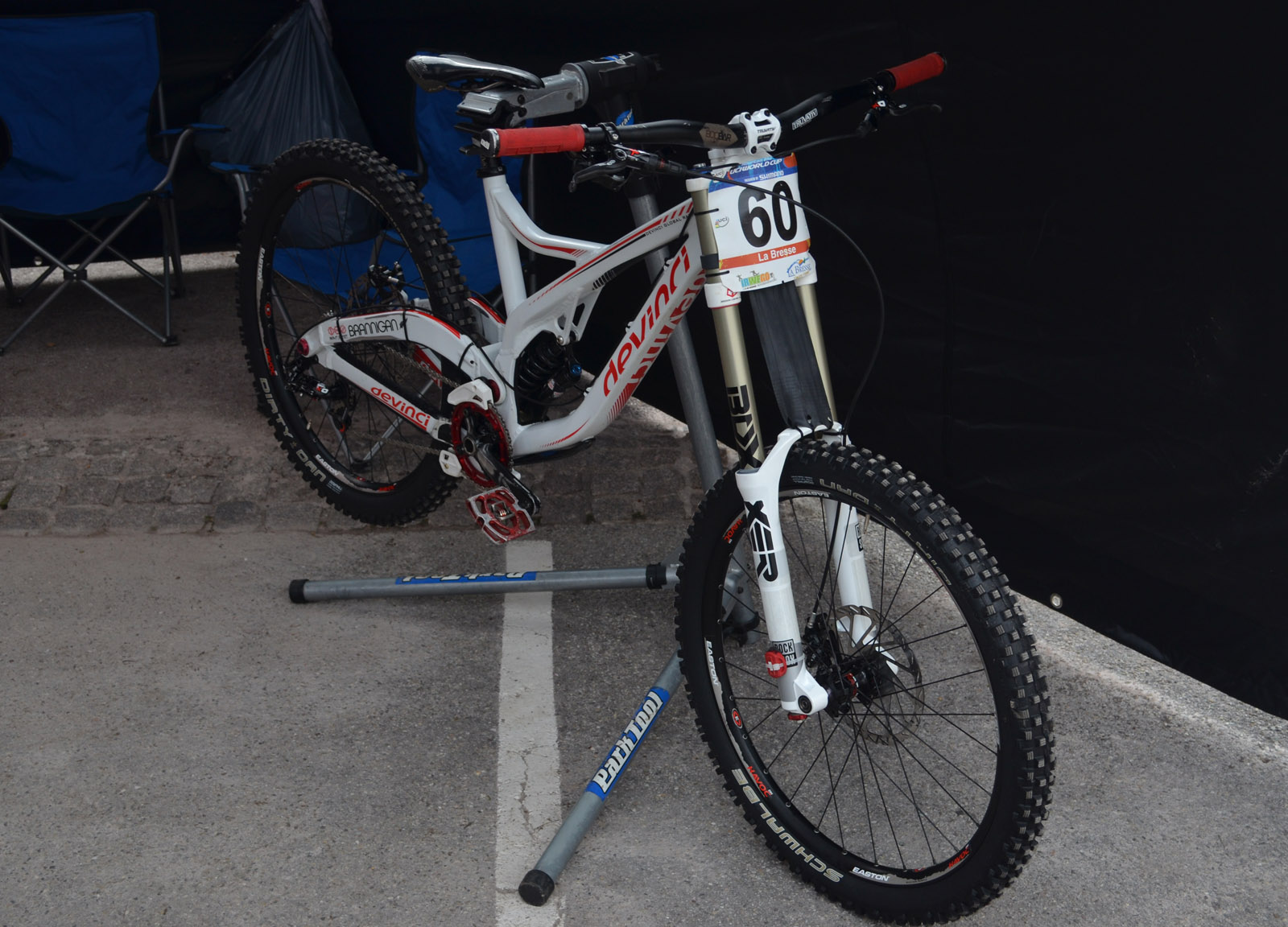
VTT de descente basé sur un cadre de Devinci Wilson.

Le vélo de descente emprunte ses caractéristiques à la fois au VTT et au motocross. Il doit être avant tout résistant, et doit disposer de suspensions efficaces. Les roues et le cadre sont spécialement conçus pour résister à d'importantes contraintes. La légèreté devenant  de plus en plus importante, de nombreux pilotes réusinent et ajoutent des composants pour gagner quelques grammes précieux dans les pédalages et les relances[réf. nécessaire]. Toujours dans cette optique de légèreté, plusieurs procédés issus d'autres industries sont aujourd'hui utilisés avec succès :
- forgeage à froid ;
- usinage de pièces CNC ;
- utilisation de tubes à épaisseur variable ;
- hydroformage (Lapierre DH920 2010, Trek session DH) ;
- les fibres de carbone (GT Fury, Santa Cruz V10 Carbon, Lapierre DH team, Trek session, Specialized, etc.) ;
- simulation numérique par la méthode des éléments finis.

Les vélos sont exclusivement tout suspendu (possédant une suspension avant et arrière). Le débattement est généralement de 200 mm au niveau de la fourche et du bras oscillant. La fourche et l’amortisseur sont indisciplinables pour absorber les impacts importants et répétés que subit le vélo.

#### Le cadre
Le cadre d'un VTT de descente dispose d'un centre de gravité relativement bas pour favoriser la stabilité et la maniabilité. Il est généralement en aluminium, parfois en carbone. Sa géométrie est très spécifique, tout comme la cinématique qui privilégie le travail de la suspension au rendement. En raison des fortes contraintes, les cadres utilisent de nouveaux standards surdimensionnés : jeu de direction en 1"1/2, boîtier de pédalier en 83 mm, axe traversant de 12×150 mm voire 12×157 mm sur certains modèles récents.

#### La fourche
La fourche est un modèle double T, dont le diamètre des plongeurs est relativement important (35-40 mm). L'axe de roue est surdimensionné, 20 mm pour une plus grande rigidité (assurant une plus grande sensibilité). De nombreux réglages sont disponibles sur les modèles haut de gamme : précontrainte, compression basse et haute vitesse, détente et parfois durcissement en fin de course. La détente se produit grâce à un ressort hélicoïdal (acier, titane) ou pneumatique. La fourche est la plupart du temps d'environ 200 mm de débattement.

#### L'amortisseur
Il s'agit avec la fourche d'un élément très important, qui doit être adapté au cadre (cinématique, entre-axe, course). Les amortisseurs utilisent de l'huile et un ressort (hélicoïdal ou pneumatique) dont le tarage varie en fonction du cadre et du poids du pilote voire du type de terrain. De nombreux réglages sont disponibles (précontrainte, compression basse et haute vitesse, détente basse et haute vitesse, durcissement en fin de course, pro pedal, etc.) pour s'adapter aux différents terrains.

#### Les freins
Tous les vélos de descente actuels disposent de freins à disques hydrauliques avant et arrière de grand diamètre, généralement 200 ou 203 mm (ce qui correspond à 8 pouces). En comparaison, le vélo Cross-country se contente généralement de disques (ou rotors) de 160 mm de diamètre. Un rotor de plus grand diamètre combine deux avantages : une puissance de freinage plus élevée et un refroidissement plus efficace du disque de frein afin de contrer la surchauffe intrinsèque à la friction importante générée sur une longue durée pendant une descente. Le disque offre un avantage certain face au voilage de la roue et aux conditions extrêmes, mais a le défaut de chauffer nettement plus rapidement qu'un frein sur jante classique. Certains fabricants proposent des disques semi-flottants ou flottants, permettant soi-disant un meilleur refroidissement de la piste de freinage, ou des disques en matériaux composites.

#### La transmission
Le vélo de descente est dans la plupart des cas équipé d'un unique plateau, d'un anti-dérailleur, et parfois d'une protection du plateau. Ceci permet d'empêcher la chaîne de sauter dans des portions rocailleuses et ne pas perdre de temps dans un sport où chaque dixième de seconde compte.
À l'arrière, il peut y avoir un dérailleur et une cassette à plusieurs pignons, comme les autres VTT, ou bien s'il existe des transmissions dites single speed où il n'y a qu'une seule vitesse, ce qui permet une fiabilité encore plus poussée. Ce système single speed nécessite tout de même un tendeur de chaîne car la longueur de chaîne varie quand la géométrie du cadre travaille. En compétition, les vélos sont majoritairement dotés d'une petite cassette, dont l'étagement et le poids sont plus réduits. Cela permet aussi de réduire la différence de tension au niveau de la chaîne et, par conséquent, l'utilisation d'un dérailleur à chape courte, offrant une indexation plus franche et précise.
À noter que de très rares cadres disposent de boîte de vitesses intégrées (quelques Nicolaï, GT IT1, Lahar, Zerode, Diamondback, Vario).

#### Le poste de pilotage
La potence est plus courte afin de favoriser le placement sur l'arrière et la vivacité.
Pour des raisons géométriques, le cintre est généralement moins relevé. En effet, les fourches de 200 mm induisent une direction haute, ce qui nuit à l'abaissement du centre de gravité et affecte la précision de l'avant du vélo. Le cintre est aussi plus large afin d'améliorer la rigidité, précision et le maintien.
La selle est inclinée plus en arrière que sur un vélo de cross-country. Elle est généralement positionnée de sorte qu'elle ne dérange pas les déplacements du VTTiste vers l'arrière lorsqu'un transfert de masses est nécessaire à l'approche d'un obstacle. Le pédalier étant relativement plus en avant, le pédalage sur un vélo de descente est donc moins efficace que sur un vélo de cross-country.
Les pédales peuvent être de type « plates » ou « automatiques ». À ce jour, les pédales automatiques ont tendance à s'imposer à très haut niveau, même si les pédales plates restent utilisées, chacune ayant ses avantages et ses défauts.

#### Les pneus
Les pneus sont très importants sur un VTT de descente. Ils disposent d'une section et de crampons larges, et d'une carcasse renforcée permettant d'éviter de nombreux pincements et crevaisons. Les gommes sont souvent très tendres, pour plus d'adhérence. Les conditions climatiques et le type de terrain rencontré (dur et sec ou humide, pierreux et cassant ou plutôt lisse, avec ou sans racines, avec peu/beaucoup de relances) jouent un rôle décisif sur le choix des pneus. Les pneus sont souvent à tringle dite « souple » afin de maximiser l'adhérence, la contrepartie étant le frottement sensiblement plus élevé et un risque de déjantage supérieur. Les pneus tubeless sont de plus en plus utilisés dans cette discipline. Ils ont l'avantage d'éviter les crevaisons par pincement et offrent plus d’adhérence car la pression peut être baissée grâce a la suppression du risque de pincement de la chambre a air. La pression peut encore être descendue plus bas si des mousses/inserts sont installés permettant d'éviter d’abîmer la jante quand le pneu rencontre un obstacle. Cependant le tubeless et les mousses restent plus coûteux et plus difficiles à mettre en place.

## Pistes
Description Générale :
- Les pistes de descente, sont conçues exclusivement avec un profil descendant. Elles peuvent varier en largeur et en pente, allant de sentiers larges et relativement plats à des chemins étroits et très raides.
- Ces pistes peuvent être relativement roulantes, c'est-à-dire avec une surface lisse, ou parsemées d'obstacles naturels comme des racines et des pierres.

Obstacles et Aménagements :
Pour rendre le parcours plus technique et stimulant, des éléments artificiels sont souvent ajoutés. Cela inclut :
- Sauts : Rampes en bois ou en terre permettant aux pilotes de s'élever dans les airs. Ces sauts peuvent prendre plusieurs formes, la forme de bosses simples ou doubles (voir triple mais plus rarement), les tables sont des sauts avec une section plate entre le décollage et l'atterrissage, les "Step-ups" ou l'atterrissage est plus haut que le point de décollage et les "Step-down" sont l'inverse, enfin les "Gaps"  où il y a un espace vide entre le décollage et l'atterrissage (ils permettent de franchir un obstacle géographique comme une rivière, une route un canyon...)[8].
- Virages relevés : Ce sont des courbes inclinées conçues pour optimiser la fluidité et la sécurité des descentes à vélo. Grâce à leur inclinaison vers l'intérieur, ils compensent les forces centrifuges, permettant aux cyclistes de maintenir leur vitesse sans risque de glissement. Construits en terre, en bois ou un mélange des deux, ces virages offrent un contrôle plus importent, particulièrement dans les sections techniques[9].
- Passerelles en bois : Structures surélevées conçues pour ajouter un défi technique. Construites en bois traité, elles varient en largeur et hauteur, allant de simples segments droits à des passerelles intégrant des virages, des dénivelés ou même des gaps. Elles exigent une grande précision et un bon équilibre, permettant aux cyclistes de franchir des obstacles naturels tout en offrant une expérience technique et engageante. La maîtrise de la position corporelle, du regard et des freins est essentielle pour naviguer ces structures en toute sécurité.

Obstacles morphologique naturel :
La morphologie naturelle de la piste influence grandement les obstacles que les cyclistes rencontreront :
- Racines et Pierres : Ces éléments naturels peuvent être dispersés tout au long de la piste, ajoutant des défis inattendus et nécessitant des compétences techniques pour éviter les pertes d'équilibre. Il y a même les pierriers qui sont des portions de piste où le sol est constitué exclusivement de pierres de tailles variées.
- Pentes et Descentes Abruptes : Les changements de pente abruptes exigent des ajustements rapides et précis de la part des cyclistes pour maintenir le contrôle et la vitesse.
- Virages Serrés : Souvent trouvés dans des sections étroites de la piste, ces virages nécessitent une combinaison de freinage et de technique pour être négociés correctement.
- Forêts Denses : Les sentiers traversant des zones boisées denses peuvent comporter des branches basses et des troncs d'arbres, nécessitant une vigilance constante.

Ces obstacles naturels, combinés aux éléments artificiels, rendent les pistes de descente variées et stimulantes, et peuvent être autrement difficiles s'il y a une combinaison d'obstacles (un terrain en forte pente avec des racines ou des pierres).
Cotation
Les pistes de descente en VTT sont classifiées en fonction de leur niveau de difficulté, ce qui permet aux cyclistes de choisir des parcours adaptés à leurs compétences. Les pistes sont généralement signalées avec des couleurs : vert pour très facile, bleu pour facile, rouge pour difficile, et noir pour très difficile. Cette codification aide les pratiquants à évaluer les risques et à se préparer en conséquence.
La cotation d’un parcours de VTT Descente est déterminée au regard des 6 critères ci�dessous : 
- Le niveau du pratiquant
- La pente moyenne
- La surface de roulement
- Les modules
- Les modules de saut
- Les obstacles[10]

## Compétition

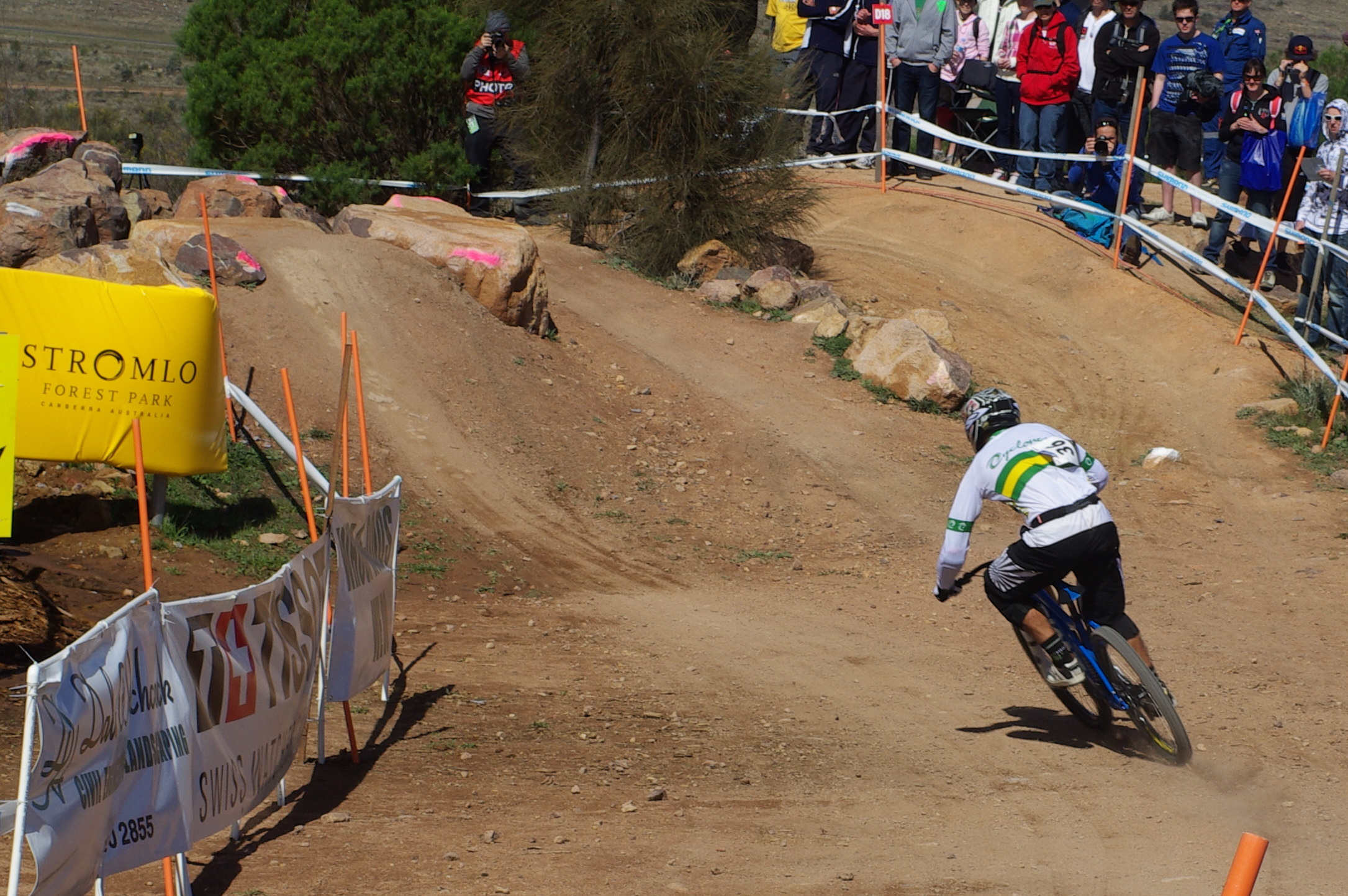
L'Australien Jared Rando aux Championnats du monde de descente-VTT 2009 à Canberra, en Australie.

Les principales épreuves de descente sont la Coupe du monde de VTT et les Championnats du monde de VTT et de trial, ainsi que les Championnats et coupes de France. Une descente en compétition dure généralement entre trois et cinq minutes
D'autres courses très importantes en Europe sont les courses IXS. Les plus importantes sont les IXS European Cups. Il existe aussi les IXS downhill cups, puis les IXS Rookies cups pour les plus jeunes. La IXS Downhill Cup South America commence à attirer de plus en plus de monde.
La plupart des pays ont leurs propres séries de courses nationales, comme l'Italie, l'Espagne, l'Angleterre, le Canada, l'Amérique, etc.

## Le pilote
Au vu des résultats de ces dernières années, il est difficile de pointer un archétype du pilote efficace. Cependant les pilotes polyvalents, à la fois puissants, physiques et fins en pilotage sont souvent aux places d'honneur et limitent les pertes de temps sur les tracés très atypiques. Certains affirment que le fait qu'un « physique de gagnant » n'ait pas encore émergé montre que ce sport n'est pas encore arrivé à maturité, d'autres affirment justement que c'est la preuve qu'il s'agit d'un sport complet et subtil[réf. nécessaire].